# USS 볼티모어 (1861년)
USS 볼티모어(USS Baltimore)는 역사상 세 번째로 그 이름을 쓴 미 해군 소속 외륜선이었다. 볼티모어는 1848년, 펜실베이니아주 필라델피아에서 만들어졌으며, 1861년 4월 21일, 아퀴아 크릭(Aquia Creek)과 워싱턴 D.C.사이 포토맥 강(Potomac River)에서 군에 의해 나포돼 해군 부서로 인계되었으며, 1861년 4월, 중위 J. H. 러셀(J. H. Russell)의 지휘하에 취역되었다.

## 활동 내역
남북 전쟁 동안, 워싱턴 조선소와 근처 군수물자 창고에서 포 (대형)선박으로 사용되었다. 또한, 군인들을 포토맥 강 건너로 이송하는 연락선으로 쓰였다. 1862년 5월 9일, 에이브러햄 링컨(Abraham Lincoln) 대통령과 비서들(에드윈 M. 스탠톤(Edwin M. Stanton), 살몬 P. 체이스(Salmon P. Chase))이 파괴된 남부연합 버지니아 호를 가까이서 보도록 몬로 항(Fort Monroe)에서 버지니아주 노포크(Norfolk)로 운송했다.
1865년 5월 22일, 노포크 조선소로 돌아가, 1865년 6월 24일, 워싱턴 D.C.에서 팔렸다.

## 참고 문헌
- 이 문서는 미 해군 전투함 사전(Dictionary of American Naval Fighting Ships  보관됨 2012-11-03 - 웨이백 머신) 공용 도메인의 글을 포함합니다